# پوراباری
پوراباری (به لاتین: Porabari Union) یک منطقهٔ مسکونی در بنگلادش است که در تانگایل صدار واقع شده‌است. پوراباری ۱۳٫۷۸ کیلومتر مربع مساحت و ۲۱٬۶۲۲ نفر جمعیت دارد و ۱۴ متر بالاتر از سطح دریا واقع شده‌است.